# شادلبن
شادلبن (به آلمانی: Schadeleben) یک منطقهٔ مسکونی در آلمان است که در زی‌لند، آلمان واقع شده‌است. شادلبن ۷۱۴ نفر جمعیت دارد.